# Пираты Карибского моря: Сундук мертвеца (саундтрек)
«Пираты Карибского моря: Сундук мертвеца» — альбом саундтрек к одноименному фильму, издан в 2006 году.

## Об альбоме
В данном саундтреке композитор сильно экспериментировал, в отличие от саундтрека к предыдущему фильму (были использованы трубный орган, музыкальная шкатулка и электронная музыка). Несмотря на то, что некоторые говорили о использовании в саундтреке электрогитары, Ханс Циммер это отрицает:

На самом деле, это не электрогитара. Вы знаете, что это такое? Это оркестр, пропущенный через гитарный усилитель, и снова проигранный. Как только они закончили играть, мы подключили их к гитарному усилителю!
Оригинальный текст (англ.)Actually, it's not an electric guitar. You know what it is? It's the orchestra put through a guitar amp and piped back into the room. As soon as they finished playing, we plugged them into a guitar amp!

## Список композиций
| №   | Название                  | Длительность |
| --- | ------------------------- | ------------ |
| 1.  | «Jack Sparrow»            | 6:06         |
| 2.  | «The Kraken»              | 6:55         |
| 3.  | «Davy Jones»              | 3:15         |
| 4.  | «I've Got My Eye on You»  | 2:25         |
| 5.  | «Dinner is Served»        | 1:30         |
| 6.  | «Tia Dalma»               | 3:57         |
| 7.  | «Two Hornpipes (Tortuga)» | 1:14         |
| 8.  | «A Family Affair»         | 3:34         |
| 9.  | «Wheel of Fortune»        | 6:45         |
| 10. | «You Look Good Jack»      | 5:34         |
| 11. | «Hello Beastie»           | 10:15        |

### Бонусные треки
| №  | Название                                               | Длительность |
| -- | ------------------------------------------------------ | ------------ |
| 1. | «He's a Pirate" (Tiësto Remix)»                        | 7:02         |
| 2. | «He's a Pirate" (Pete n Red's Jolly Roger Radio Edit)» | 3:14         |
| 3. | «He's a Pirate" (Chris Joss Ship Ahoy Tribal Mix)»     | 4:46         |
| 4. | «He's a Pirate" (Tiësto Radio Edit)»                   | 4:10         |
| 5. | «He's a Pirate" (Tiësto Orchestral Mix)»               | 7:04         |